# Hyles scholzi
Hyles scholzi är en fjärilsart som beskrevs av Steph. Hyles scholzi ingår i släktet Hyles och familjen svärmare. Inga underarter finns listade i Catalogue of Life.